# Unité urbaine de Thonon-les-Bains
L'unité urbaine de Thonon-les-Bains est une unité urbaine française centrée sur la commune de Thonon-les-Bains, dans le département de la Haute-Savoie, en région Auvergne-Rhône-Alpes.

## Données générales
En 2010, selon l'INSEE, l'unité urbaine de Thonon-les-Bains était composée de treize communes, toutes situées dans le département de la Haute-Savoie, plus précisément dans l'arrondissement de Thonon-les-Bains.
Dans le nouveau zonage de 2020, le périmètre est identique.
En 2022, avec 82 619 habitants, elle représente la 4e unité urbaine du département de Haute-Savoie et occupe le 11e rang dans la région Auvergne-Rhône-Alpes.
En 2022, sa densité de population s'élève à 716 hab/km2. Par sa superficie, elle ne représente que 2,63 % du territoire départemental mais, par sa population, elle regroupe 9,72 % de la population du département de la Haute-Savoie.

## Composition 2020 de l'unité urbaine
Elle est composée des treize communes suivantes :
| Nom                             | Code Insee | Département  | Statut       | Superficie (km2) | Population (dernière pop. légale) | Densité (hab./km2) | Modifier                                    |
| ------------------------------- | ---------- | ------------ | ------------ | ---------------- | --------------------------------- | ------------------ | ------------------------------------------- |
| Thonon-les-Bains (ville-centre) | 74281      | Haute-Savoie | ville-centre | 16,21            | 37 689 (2022)                     | 2 325              | modifier les données · modifier les données |
| Allinges                        | 74005      | Haute-Savoie | banlieue     | 15,01            | 4 938 (2022)                      | 329                | modifier les données · modifier les données |
| Anthy-sur-Léman                 | 74013      | Haute-Savoie | banlieue     | 4,62             | 2 370 (2022)                      | 513                | modifier les données · modifier les données |
| Armoy                           | 74020      | Haute-Savoie | banlieue     | 4,95             | 1 501 (2022)                      | 303                | modifier les données · modifier les données |
| Évian-les-Bains                 | 74119      | Haute-Savoie | banlieue     | 4,29             | 9 224 (2022)                      | 2 150              | modifier les données · modifier les données |
| Excenevex                       | 74121      | Haute-Savoie | banlieue     | 6,66             | 1 326 (2022)                      | 199                | modifier les données · modifier les données |
| Lugrin                          | 74154      | Haute-Savoie | banlieue     | 13,22            | 2 536 (2022)                      | 192                | modifier les données · modifier les données |
| Margencel                       | 74163      | Haute-Savoie | banlieue     | 7,38             | 2 261 (2022)                      | 306                | modifier les données · modifier les données |
| Marin                           | 74166      | Haute-Savoie | banlieue     | 5,57             | 1 921 (2022)                      | 345                | modifier les données · modifier les données |
| Maxilly-sur-Léman               | 74172      | Haute-Savoie | banlieue     | 4,07             | 1 519 (2022)                      | 373                | modifier les données · modifier les données |
| Neuvecelle                      | 74200      | Haute-Savoie | banlieue     | 4,00             | 3 224 (2022)                      | 806                | modifier les données · modifier les données |
| Publier                         | 74218      | Haute-Savoie | banlieue     | 8,92             | 7 793 (2022)                      | 874                | modifier les données · modifier les données |
| Sciez                           | 74263      | Haute-Savoie | banlieue     | 20,47            | 6 317 (2022)                      | 309                | modifier les données · modifier les données |

## Évolution démographique
| 1968   | 1975   | 1982   | 1990   | 1999   | 2006   | 2011   | 2016   | 2022   |
| ------ | ------ | ------ | ------ | ------ | ------ | ------ | ------ | ------ |
| 37 413 | 43 965 | 47 383 | 55 878 | 59 774 | 66 075 | 72 088 | 76 801 | 82 619 |